# كسر العظم ثلاثي
كسر العظم الثلاثي(triquetral fracture) هو كسر في العظم الثلاثي للمعصم. و تشمل الأعراض على الألم في المعصم.  و بسبب ثني الرسغ للأمام أو للخلف غالبًا ما تتفاقم الحالة وقد يحدث تورم في الجزء الخلفي من الرسغ كذلك.   و قد تتضمن الإصابات المصاحبة أيضا خلعًا محفوفًا بالمخاطر.  يمكن أن تشمل المضاعفات تصلب المعصم أو عدم استقراره كذلك. 
و يحدث هذا في أغلب الأحيان نتيجة السقوط على اليد أو تمزقها بواسطة رباط متصل أو بسبب ضربة مباشرة.  و يعتمد التشخيص عمومًا على الأشعة السينية للرسغ، كما أن التصوير المقطعي المحوسب قد يكون مفيدًا أيضًا.  إضافة إلى ذلك، للكسر ثلاثة أشكال: كسور القشرة الظهرية  وهي الأكثر شيوعًا، و الكسور القشرية الجسمية، و القشرية الراحية. 
يتم العلاج بشكل عام عن طريق التجبير لمدة تتراوح بين 4 إلى 6 أسابيع.  أما إذا لوحظ فصل في الأجزاء، فقد تكون هناك حاجة لعملية جراحية.  بشكل عام، تكون النتائج جيدة  مع الكسور القشرية الظهرية، بينما في حالة الكسور القشرية الراحية قد تكون نتائجها بطيئة. 
تمثل هذه الكسور حوالي 15% من نسبة كسور العظام داخل الرسغ، مما يجعلها الثانية أو الثالثة الأكثر شيوعًا بعد الكسور الزورقية و الهلالية.    اكتشفت لأول مرة  في وقت مبكر من عام 1933 من قبل طومسون. 